# Ben Crenshaw
Ben D. Crenshaw (Austin, Texas, 11 januari 1952) is een professioneel golfer uit de Verenigde Staten.

## Amateur
Zowel op de Austin Hogh School als voor de Universiteit van Texas (1971-1973) speelde Crenshaw golf. Hij behaalde in zijn amateurtijd twaalf overwinningen.
Als 18-jarige deed hij mee aan het US Open. Hij eindigde op de 32ste plaats, waarna Lee Trevino hem de 'beste 18-jarige speler ooit' noemde.

### Gewonnen
- 1971: NCAA Championship, Eastern Amateur, Southern Amateur
- 1972: NCAA Championship (tie met Tom Kite), Eastern Amateur, Porter Cup, Trans-Mississippi Amateur
- 1973: NCAA Championship, Western Amateur, Sunnehanna Amateur, Southern Amateur, Northeast Amateur

## Professional
In 1973 werd Crenshaw professional. Hij won meteen zijn eerste toernooi. Dit is slechts vier spelers op de Amerikaanse PGA Tour tot op heden gelukt: Marty Fleckman (1967), Crenshaw (1973), Robert Gamez (1990) en Garrett Willis (2001).

Crenshaw won in 1984 de Masters. Daarna kreeg hij gezondheidsproblemen. Ondanks de ziekte van Graves won hij nog bijna twintig toernooien.
Crenshaw speelde in de Ryder Cup in 1981, 1983, 1987 en 1995, en was in 1999 captain.

### Gewonnen
- 1973: San Antonio Texas Open (-14)
- 1976: Bing Crosby National Pro-Am (-7), Hawaiian Open (-18), Ohio Kings Island Open (-9)
- 1977: Colonial National Invitation (-8)
- 1979: Phoenix Open (-14), Walt Disney World National Team Championship (met George Burns) (-33)
- 1980: Anheuser-Busch Golf Classic (-16)
- 1983: Byron Nelson Golf Classic (-7)
- 1984: Masters Tournament  (-11)
- 1986: Buick Open -18), Vantage Championship (-14)
- 1987: USF&G Classic (-20)
- 1988: Doral-Ryder Open (-14)
- 1990: Southwestern Bell Colonial (-16)
- 1992: Centel Western Open (-12)
- 1993: Nestle Invitational (-8)
- 1994: Freeport-McMoRan Classic (-15)
- 1995: Masters Tournament (-14)

#### Europese Tour
- 1976:  Irish Open

#### Elders
- 1975: Texas State Open
- 1979: Texas State Open
- 1980: Texas State Open
- 1981: Mexican Open
- 1985: Shootout op Jeremy Ranch (met Miller Barber)
- 1991: Fred Meyer Challenge (met Paul Azinger)
- 1995: PGA Grand Slam of Golf

#### Senior
- 2009: Wendy's Champions Skins Game (met Fuzzy Zoeller)

### Teams
- World Cup: 1988 (gewonnen met Mark McCumber)
- Ryder Cup: 1981, 1983, 1987, 1995, 19

Samen met zijn partner Bill Coor ontwerpt Crenshaw sinds 1986 golfbanen. Hun bedrijf heet Coore & Crenshaw.